# Ложная мучнистая роса

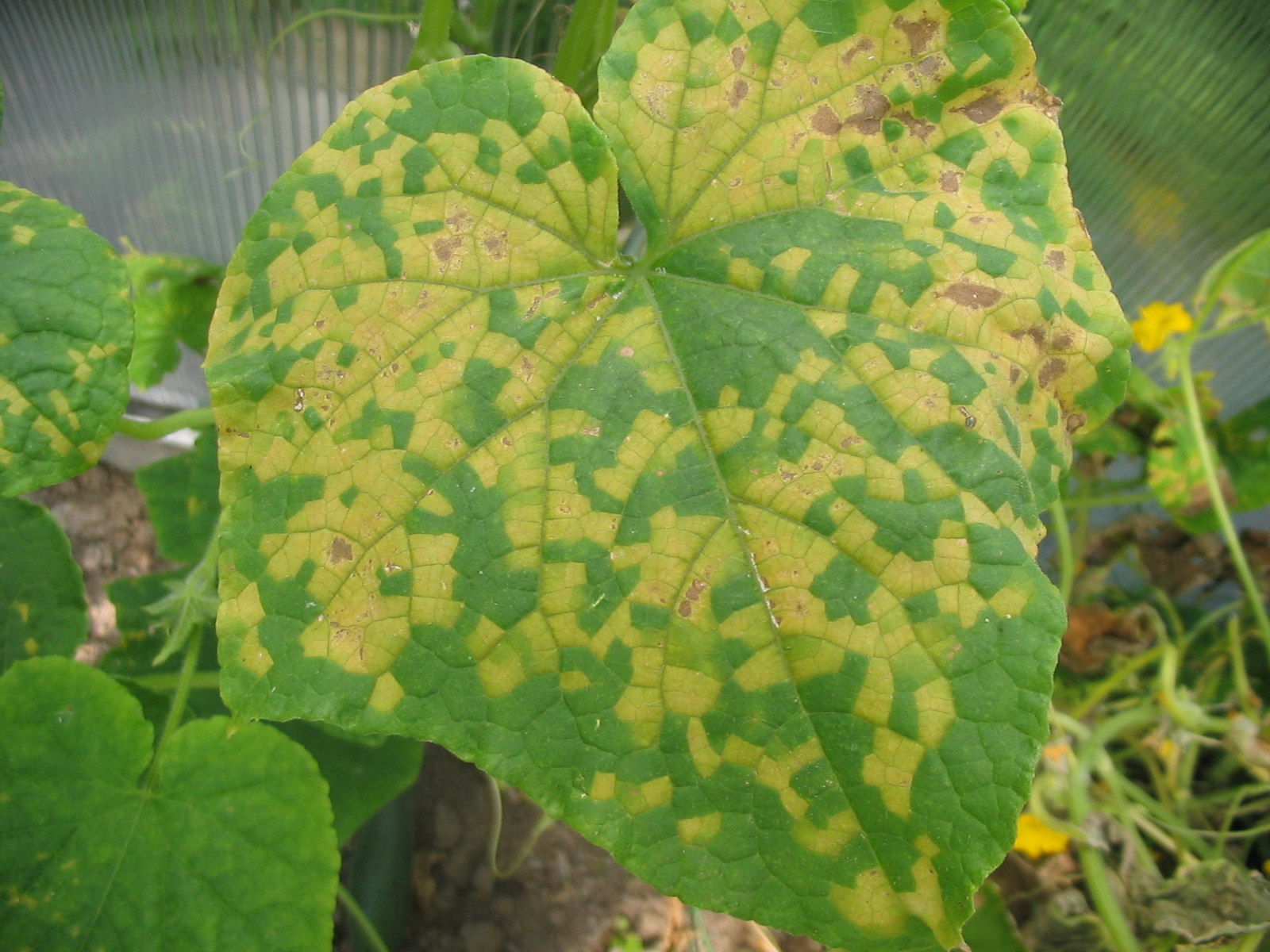
Ложная мучнистая роса на верхней части листа огурца

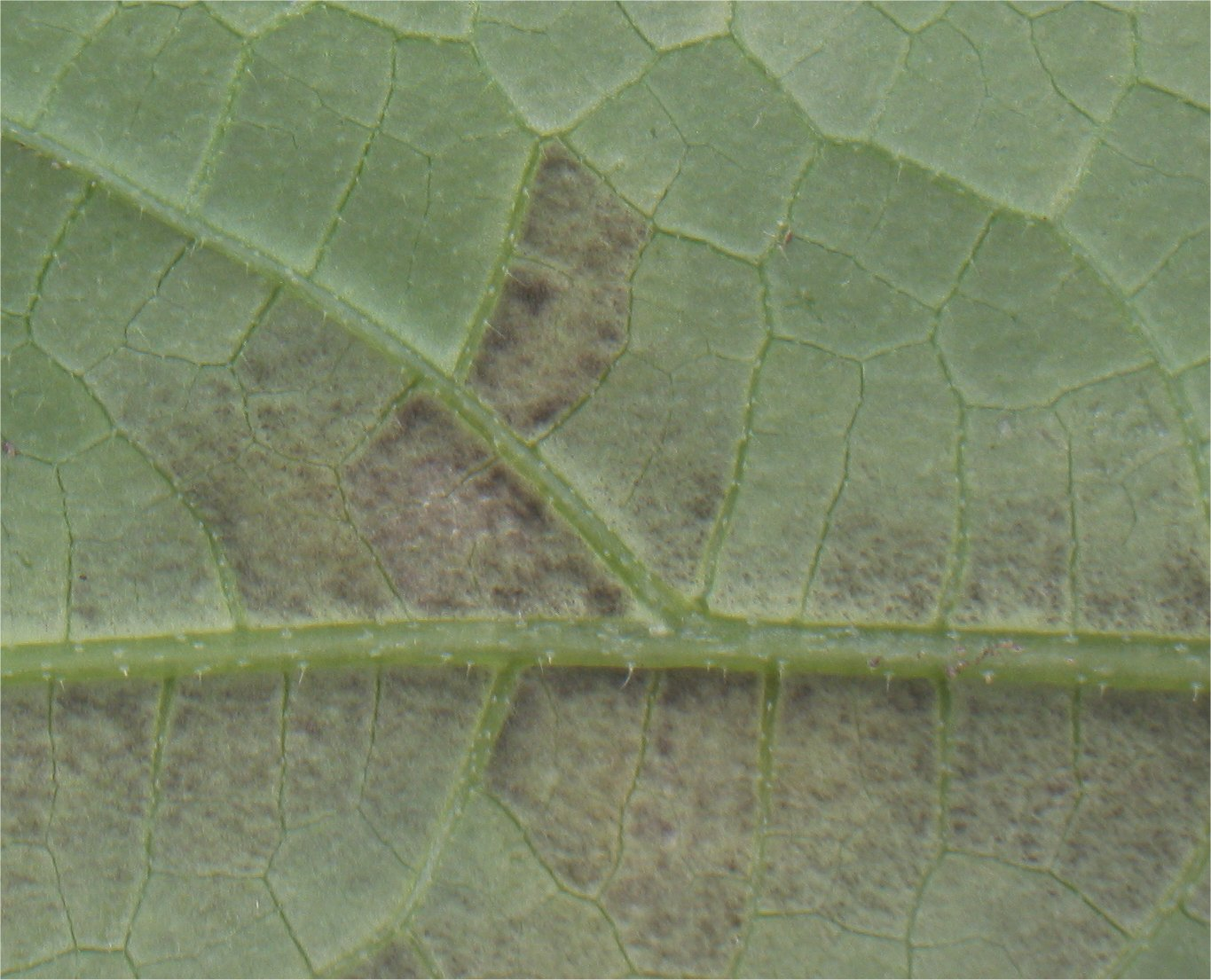
Ложная мучнистая роса на нижней части листа огурца

Ложная мучнистая роса, или пероноспороз, — группа болезней растений, вызываемая псевдогрибами из класса оомицетов, преимущественно из семейства Peronosporaceae. Среди возбудителей могут быть представители таких родов, как Sclerospora, Bremia, Peronospora, Phytophthora, Plasmopara, Pseudoperonospora.
Различные виды грибов-паразитов имеют узкую специализацию относительно растений-хозяев. Наиболее часто встречается ложная мучнистая роса винограда (называемая также «мильдью», возбудитель — Plasmopara viticola), свёклы (возбудитель — Peronospora schachtii), лука (возбудитель — Peronospora destructor), огурца (возбудитель — Pseudoperonospora cubensis), подсолнечника (возбудитель — Plasmopara helianthi), табака (возбудитель — Peronospora tabacina), гороха (возбудитель — Peronospora pisi), капусты (возбудитель — Peronospora brassicae), салата латука (возбудитель — Bremia lactucae) и пр. Страдают также декоративные растения, в том числе розы (возбудитель — Peronospora sparsa).
Болезнь поражает надземные части растений, в первую очередь листья, но иногда также стебли и цветки. Заражение происходит с помощью конидий или зооспор. Чаще возникает в прохладном, влажном климате; может поражать растения, выращиваемые в теплицах. Внешне проявляется в виде бурых или желтоватых пятен, с нижней стороны покрытых белёсым, серым, голубоватым или фиолетовым налётом. Поражённые листья вянут и отмирают; растения отстают в росте и могут погибнуть. Впоследствии ооспоры или мицелий паразита могут сохраняться в почве несколько лет. У некоторых растений возможна передача инфекции с семенами.
Меры борьбы состоят в применении фунгицидов в период вегетации, своевременном удалении поражённых частей, снижении влажности воздуха при выращивании в условиях закрытого грунта и использовании сортов, устойчивых к заболеванию.